# Vật thể có khả năng gây nguy hiểm

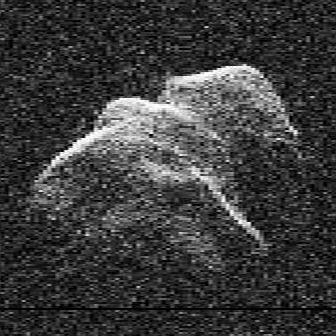
Ảnh radar chụp tiểu hành tinh 4179 Toutatis được liệt kê là vật thể có khả năng gây nguy hiểm tuy nhiên không có mối đe doạ trực tiếp tới Trái Đất.

Một vật thể có khả năng gây nguy hiểm là một vật thể gần Trái Đất - có thể là một tiểu hành tinh hoặc sao chổi - với quỹ đạo có thể tiếp cận cực kỳ gần Trái Đất và đủ lớn để gây ra thiệt hại đáng kể trong khu vực khi xảy ra va chạm. Hầu hết các vật thể này là các tiểu hành tinh nguy hiểm, được định nghĩa là có khoảng cách giao nhau quỹ đạo tối thiểu với Trái Đất dưới 0,05 đơn vị thiên văn (khoảng cách 19,5 lần khoảng cách tới Mặt Trăng) và cường độ tuyệt đối là 22 hoặc sáng hơn. Tính đến tháng 1 năm 2018, có 1.885 PHA đã biết (khoảng 11% trong tổng số lượng các vật thể gần Trái Đất), trong đó 157 ước tính có đường kính lớn hơn một km (xem danh sách PHO lớn nhất bên dưới). Hầu hết các PHO được phát hiện là các tiểu hành tinh Apollo (1.601) và ít hơn thuộc về nhóm tiểu hành tinh Aten (169). Một vật thể có khả năng gây nguy hiểm có thể được biết là không phải là mối đe dọa đối với Trái Đất trong 100 năm tới hoặc hơn, nếu quỹ đạo của nó được xác định hợp lý. Các tiểu hành tinh nguy hiểm thường chỉ là mối nguy hiểm trên thang thời gian hàng trăm năm khi quỹ đạo đã biết trở nên khác biệt hơn.
Một vật thể được coi là PHO nếu khoảng cách giao nhau quỹ đạo tối thiểu của nó (MOID) so với Trái Đất nhỏ hơn 0,05 AU (7.500.000 km; 4.600.000 dặm) - khoảng cách khoảng 19,5 khoảng cách tới Mặt Trăng - và cường độ tuyệt đối của nó sáng hơn 22, tương ứng với một đường kính trên 140 mét (460 ft). Điều này đủ lớn để gây ra sự tàn phá khu vực đối với các khu định cư của con người chưa từng có trong lịch sử loài người trong trường hợp bị ảnh hưởng bởi đất liền, hoặc sóng thần lớn trong trường hợp bị ảnh hưởng bởi đại dương. Các sự kiện tác động như vậy xảy ra trung bình khoảng một lần trên 10.000 năm. Dữ liệu NEOWISE ước tính rằng có 4.700 ± 1.500 tiểu hành tinh có khả năng gây nguy hiểm với đường kính lớn hơn 100 mét.
Các tiểu hành tinh lớn hơn khoảng 35 mét có thể gây ra mối đe dọa cho thị trấn hoặc thành phố. Tuy nhiên, đường kính của hầu hết các tiểu hành tinh nhỏ không được xác định rõ, vì nó thường chỉ được ước tính dựa trên độ sáng và khoảng cách của chúng, chứ không phải được đo trực tiếp từ ví dụ quan sát radar. Vì lý do này, NASA và Phòng thí nghiệm Động cơ phản lực sử dụng thước đo thực tế hơn về cường độ tuyệt đối (H). Bất kỳ tiểu hành tinh nào có cường độ tuyệt đối 22,0 hoặc sáng hơn được coi là có kích thước yêu cầu. Chỉ có thể tìm thấy một ước lượng kích thước thô từ độ lớn của vật thể bởi vì một giả định phải được thực hiện cho suất phản chiếu của nó mà thường không được biết đến nhất định. Chương trình vật thể gần Trái Đất của NASA sử dụng suất phản chiếu giả định là 0,14 cho mục đích này. Vào tháng 5 năm 2016, các ước tính kích thước tiểu hành tinh phát sinh từ các nhiệm vụ Khảo sát hồng ngoại trường rộng và các nhiệm vụ NEOWISE đã được đặt câu hỏi. Mặc dù những lời chỉ trích ban đầu không trải qua đánh giá ngang hàng, một nghiên cứu đánh giá ngang hàng gần đây đã được công bố sau đó.

## Hình ảnh

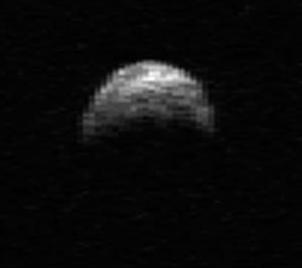
Ảnh radar chụp tiểu hành tinh (308635) 2005 YU55.